# Реппе, Сандра
Са́ндра Мариа́нна Ре́ппе (швед. Zandra Marianne Reppe; род. 23 декабря 1973, Эстерсунд) — шведская кёрлингистка, участник сборной Швеции по кёрлингу на колясках на зимних Паралимпийских играх 2014 и зимних Паралимпийских играх 2018.
Также выступала за Швецию в паралимпийской стрельбе из лука, на чемпионате мира 2011 в Турине (англ. Turin 2011 World Archery Para Championships) завоевала бронзовые медали в дисциплинах англ. «Women's compound open» и англ. «Mixed compound open (team)». Выступала на летних Паралимпийских играх 2008, 2012 и 2016.

## Команды
| Сезон   | Четвёртый            | Третий           | Второй           | Первый           | Запасной                                     | Турниры               |
| ------- | -------------------- | ---------------- | ---------------- | ---------------- | -------------------------------------------- | --------------------- |
| 2013—14 | Ялле Юнгнелл         | Гленн Иконен     | Патрик Каллин    | Кристина Уландер | Сандра Реппе тренер: Mats Mabergs            | ЗПИ 2014 (7 место)    |
| 2014—15 | Ялле Юнгнелл         | Патрик Каллин    | Ронни Перссон    | Кристина Уландер | Сандра Реппе тренер: Петер Наруп             | ЧМК 2015 (9 место)    |
| 2015—16 | Патрик Каллин        | Кристина Уландер | Ронни Перссон    | Сандра Реппе     | Gert Erlandsson тренер: Mia Boman            | ЧМК 2016 (гр.B, 2015) |
| 2017—18 | Вильо Петерссон-Даль | Ронни Перссон    | Матс-Ола Энгборг | Кристина Уландер | Сандра Реппе тренеры: Петер Наруп, Mia Boman | ЗПИ 2018 (10 место)   |
| 2019—20 | Кристина Уландер     | Ронни Перссон    | Маркус Хольм     | Сандра Реппе     |                                              | ЧШК 2020              |
| 2019—20 | Вильо Петерссон-Даль | Матс-Ола Энгборг | Ронни Перссон    | Кристина Уландер | Сандра Реппе тренер: Элисон Кревьязак        | ЧМК-Б 2019 · ЧМК 2020 |
| 2023—24 | Сандра Реппе         | Кристина Уландер | Маркус Хольм     | —                |                                              | ЧШК 2024              |
| 2024—25 | Eva Borg             | Сандра Реппе     | Jenny Jonsson    | Anna Sjöstedt    |                                              | ЧШК 2025 (5 место)    |

(скипы выделены полужирным шрифтом)